# Lực lượng Vũ trang Ba Lan

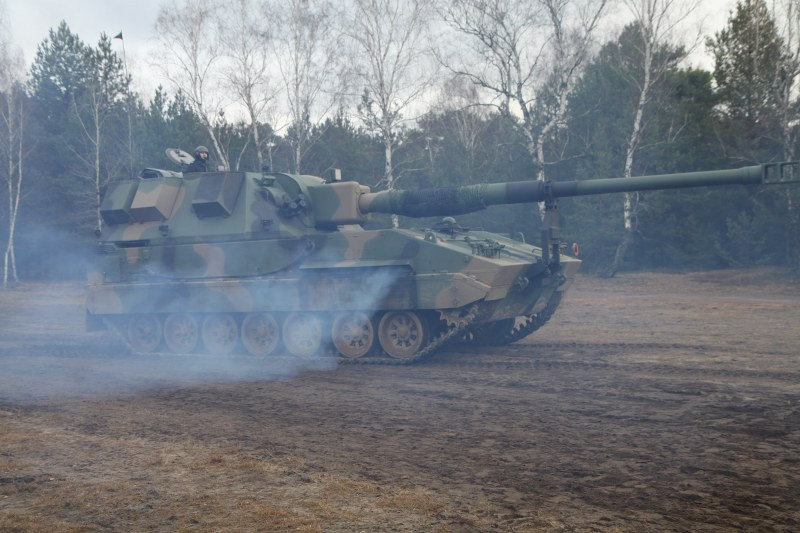
Xe tăng AHS KRAB trang bị pháo 155mm đạt tầm bắn 30km, dùng khung bệ cơ sở xe tăng PT-91.

Lực lượng Vũ trang Cộng hòa Ba Lan (gọi đơn giản là Quân đội Ba Lan) có quân số thường trực 126.000 người (đứng thứ 24 thế giới), quân dự bị là 490.000 người, ngân sách quốc phòng 10,5 tỷ USD chiếm 2% GDP năm 2014. Lực lượng Vũ trang gồm 4 thành phần chính: Lục quân; Hải quân; Không quân và lực lượng đặc biệt nhằm dưới sự kiểm soát của Bộ Quốc phòng. Tổng thống là tổng chỉ huy các lực lượng vũ trang. Trong đó, lực lượng Lục quân Ba Lan có quân số 65.000 người, trang bị 900 xe tăng, 1.500 xe thiết giáp và 150 trực thăng các loại. Về trang bị vũ khí cá nhân của bộ binh Ba Lan, hiện nay họ vẫn chủ yếu sử dụng các biến thể súng trường tiến công AKM/AKMS được sản xuất trong nước (khoảng 50.000 khẩu). Ngoài ra, các binh sĩ Ba Lan còn sử dụng chừng vài 40.000 khẩu Kbs wz.1996 Beryl được phát triển dựa trên AK dùng cỡ đạn chuẩn NATO 5,56mm. Về trang bị trung liên - đại liên, binh sĩ Ba Lan cơ bản vẫn dùng thiết kế có nguồn gốc từ thời Liên Xô như trung liên PK/PKM/PKMSN cỡ đạn 7,62x54 mmR, đại liên DShK/NSW 12,7mm. Bên cạnh đó là khoảng vài nghìn khẩu trung liên do các nước NATO sản xuất và một phần của Ba Lan nhưng thiết kế theo cỡ đạn NATO. Với trang bị súng phóng lựu cá nhân, binh sĩ Ba Lan hiện nay vẫn sử dụng phổ biến súng phóng lựu chống tăng RPG-7, bên cạnh đó họ cũng trang bị số lượng nhỏ súng phóng lựu AT4 hay Carl Gustav của Thụy Điển cho lực lượng đặc biệt. Ngoài ra, Ba Lan tự sản xuất số lượng lớn các loại súng phóng lựu cầm tay cỡ 40mm wz 83 Pallad-D, GSBO-40...